# خالد نجم
خالد علي نجم هو وزير وزارة الإتصالات وتكنولوجيا المعلومات (مصر)، منذ مارس 2015، يمتلك خبرة 30 عاماً في قطاع تكنولوجيا المعلومات، حيث أنه متخصص في تصميمات وتطبيقات البنية التحتية المعلوماتية في مصر والشرق الأوسط وأفريقيا.

## الدرجات العلمية
حصل المهندس خالد علي نجم على بكالوريوس هندسة الاتصالات والإلكترونيات من جامعة عين شمس في عام 1983. كما حصل على دبلومة في إدارة المشروعات من الجامعة الأمريكية بالقاهرة عام 1992. وحصل على ماجيستير الهندسة ونظم النقل الذكية من جامعة النيل في عام 2010.

## المناصب
التحق المهندس خالد علي نجم بالإدارة الهندسية والدعم الفني بشركة «أي بي إم» في عام 1984. كما عمل لاحقاً في قطاع تطوير الخدمات التكنولوجية منذ عام 1990 إلى 1999. وفي عام 2006، ترأس قسم تصميم وتنفيذ الشبكات ومراكز المعلومات.
وتولى تطبيق برامج التحول في الخدمات الخاصة بالمنظومات التكنولوجية المتكاملة، وتكوين فرق عملها. وفي أكتوبر2007، عمل المهندس خالد علي نجم مديرًا للدعم الفني بإدارة الخدمات المتكاملة.
وفي عام 2012، شغل منصب مدير للقطاع التكنولوجي للمدن الذكية بمنطقة الشرق الأوسط وافريقيا في أبحاث الطاقة والنقل والأمن العام والمياه الخاصة بشركة آي بي إم، وذلك قبل توليه رئاسة مجلس إدارة الهيئة القومية للبريد في نوفمبر 2014. وتولى خالد علي نجم منصب وزير الاتصالات وتكنولوجيا المعلومات في إطار آخر تعديل وزاري تشهده الحكومة المصرية تحت رئاسة المهندس إبراهيم محلب رئيس مجلس الوزراء في مارس 2015.
يتمتع المهندس خالد علي نجم بخبرة أكثر من ثلاثين عام في قطاع الاتصالات وتكنولوجيا المعلومات وخاصة تصميم البنى المعلوماتية وتطبيقاتها في مصر والشرق الأوسط وافريقيا.
كما تولى مناصب في تطبيقات المدن الذكية لإدارة الخدمات الحكومية والطاقة والمياه والأمن العام.
ويعد المهندس خالد علي نجم عضو مجلس إدارة بغرفة صناعة تكنولوجيا المعلومات والاتصالات وعضو بغرفة التجارة الأمريكية.
ويتمتع المهندس خالد علي نجم بالعديد من العلاقات الطيبة في القطاع المصرفي، والحكومي، والاتصالات على المستوى المحلي والإقليمي والدولي في مجالات البيع والتسويق والدعم الفني، بالإضافة إلى شركات التأمين والبترول والعقارات.